# Eduardo de Deus
Eduardo Rodrigues dos Santos de Deus Junior (* 8. Oktober 1995 in Campinas) ist ein brasilianischer Hürdenläufer, der sich auf die 110-Meter-Distanz spezialisiert hat. Über diese Distanz siegte er bei den Panamerikanischen Spielen, bei den Südamerikaspielen und den Südamerikameisterschaften und zählt damit zu den erfolgreichsten Hürdensprintern seines Landes.

## Sportliche Laufbahn
Erste Erfahrungen bei internationalen Meisterschaften sammelte Eduardo de Deus im Jahr 2013, als er bei den Juniorensüdamerikameisterschaften in Resistencia in 13,84 s die Silbermedaille im 110-Meter-Hürdenlauf gewann und über 400 Meter Hürden in 53,78 s die Bronzemedaille gewann. Im Jahr darauf sicherte er sich dann bei den U23-Südamerikameisterschaften in Montevideo in 13,85 s die Silbermedaille hinter seinem Landsmann Jonathas Brito und 2016 gewann er bei den Ibero-Amerikanischen Meisterschaften in Rio de Janeiro in 13,56 s die Silbermedaille hinter dem Peruaner Javier McFarlane. 2017 siegte er dann bei den Südamerikameisterschaften in Luque in windunterstützten 13,42 s und im Jahr darauf siegte er bei den Südamerikaspielen in Cochabamba mit neuem Spielerekord von 13,44 s. 2019 gewann er dann bei den Südamerikameisterschaften in Lima in 13,68 s die Bronzemedaille hinter seinem Landsmann Gabriel Constantino und Yohan Chaverra aus Kolumbien. Zudem sicherte er sich mit der brasilianischen 4-mal-100-Meter-Staffel in 39,91 s die Silbermedaille hinter dem Team aus Kolumbien. Damit qualifizierte er sich im Hürdensprint für die Panamerikanischen Spiele ebendort und gewann dort in 13,48 s die Bronzemedaille hinter Shane Brathwaite aus Barbados und dem US-Amerikaner Freddie Crittenden. Zudem startete er erstmals bei den Weltmeisterschaften in Doha, bei denen er aber mit 13,92 s im Vorlauf ausschied. 2020 gewann er bei den erstmals ausgetragenen Hallensüdamerikameisterschaften in Cochabamba in 7,81 s die Silbermedaille im 60-Meter-Hürdenlauf hinter seinem Landsmann Gabriel Constantino. Im Jahr darauf gelangte er bei den Südamerikameisterschaften in Guayaquil bis ins Finale über 110 Meter Hürden, konnte dort verletzungsbedingt aber nicht mehr starten. Anschließend startete er bei den Olympischen Spielen in Tokio und kam dort mit 13,78 s nicht über die erste Runde hinaus.
2022 gewann er bei den Ibero-Amerikanischen Meisterschaften in La Nucia in 13,53 s die Bronzemedaille hinter seinem Landsmann Rafael Pereira und Daniel Cisneros aus Spanien. Anfang Juni siegte er in 13,34 s bei den FBK Games und anschließend in 13,31 s bei AtletiCAGenève. Daraufhin erreichte er bei den Weltmeisterschaften in Eugene das Halbfinale und schied dort mit 13,62 s aus. Im Oktober verteidigte er dann bei den Südamerikaspielen in Asunción in 13,70 s seinen Titel. Im Jahr darauf siegte er in 13,59 s bei den Südamerikameisterschaften in São Paulo und schied dann bei den Weltmeisterschaften in Budapest mit 13,52 s im Semifinale aus. Anfang November siegte er in 13,67 s bei den Panamerikanischen Spielen in Santiago de Chile. Im Januar 2024 siegte er mit neuem Meisterschaftsrekord von 7,58 s über 60 Meter Hürden bei den Hallensüdamerikameisterschaften in Cochabamba und egalisierte damit zugleich den südamerikanischen Hallenrekord von Rafael Pereira aus dem Jahr 2022. Anschließend schied er bei den Hallenweltmeisterschaften in Glasgow mit 7,68 s im Halbfinale aus. Im Mai siegte er in windunterstützten 13,24 s bei den Ibero-Amerikanischen Meisterschaften in Cuiabá. Anschließend schied er bei den Olympischen Sommerspielen in Paris mit 13,43 s im Halbfinale aus. Im Jahr darauf verteidigte er bei den Hallensüdamerikameisterschaften in Cochabamba in 7,67 s seinen Titel über 60 m Hürden, ehe er bei den Hallenweltmeisterschaften in Nanjing mit 7,85 s im Semifinale ausschied. Ende April belegte er bei den Südamerikameisterschaften in Mar del Plata in 13,99 s den vierten Platz über 110 m Hürden.
2024 wurde de Deus brasilianischer Meister im 110-Meter-Hürdenlauf.

## Persönliche Bestzeiten
- 110 m Hürden: 13,27 s (+0,7 m/s), 27. April 2022 in São Paulo
  - 60 m Hürden (Halle): 7,58 s, 28. Januar 2024 in Cochabamba (Südamerikarekord)